# Municipio de Chariton (condado de Chariton)
El municipio de Chariton (en inglés: Chariton Township) es un municipio ubicado en el condado de Chariton en el estado estadounidense de Misuri. En el año 2010 tenía una población de 246 habitantes y una densidad poblacional de 1,75 personas por km².

## Geografía
El municipio de Chariton se encuentra ubicado en las coordenadas 39°17′40″N 92°52′35″O / 39.29444, -92.87639. Según la Oficina del Censo de los Estados Unidos, el municipio tiene una superficie total de 140.84 km², de la cual 135,37 km² corresponden a tierra firme y (3,88 %) 5,46 km² es agua.

## Demografía
Según el censo de 2010, había 246 personas residiendo en el municipio de Chariton. La densidad de población era de 1,75 hab./km². De los 246 habitantes, el municipio de Chariton estaba compuesto por el 96,75 % blancos, el 2,03 % eran afroamericanos, el 0,41 % eran asiáticos y el 0,81 % eran de una mezcla de razas. Del total de la población el 2,44 % eran hispanos o latinos de cualquier raza.